# 김지한 (배우)
김지한(1990년 4월 17일 ~ )은 대한민국의 가수 겸 배우이다.

## 학력
- 부산예술대학교 연극과 전문학사
- 경성대학교 연극영화과 학사

## 음반

#### 싱글 앨범
- 2022년 7월 5일 '그때의 나 그리고 너'
- 2022년 11월16일 '사랑해 그리고 행복해'
- 2023년 3월 30일 '나 너 봄'
- 2023년 10월 19일 '네 생각에 잠 못 드는 밤'
- 2024년 2월 9일 '우리가 여름에 해야 할 일'
- 2024년 7월 9일 '꽃 만나러 가고 있어'
- 2024년 12월 30일 '그리워하다가'